# 禾草粉蝨
禾草粉蝨（学名：Tetraleurodes graminis）为粉蝨科草粉蝨屬下的一个种。